# Santa Rita (Paraguay)
Santa Rita ist eine Stadt und Distrikt im Departamento Alto Paraná in Paraguay 70 km südwestlich von Ciudad del Este gelegen. Sie wurde 1973 von brasilianischen Einwanderern gegründet. Der Distrikt zählt etwa 32.600 Einwohner.

## Geschichte
Der Ort wurde 1973 von dem Brasilianer Osvino Schneider gegründet und am 4. Dezember 1989 zum Distrikt erklärt. Davor war die Stadt unter dem Namen Santa Rita del Monday bekannt. Über die Hälfte der Einwohner sind Brasilianer oder deren Kinder.

## Wirtschaft
Die Wirtschaft beruht auf der Landwirtschaft und Viehzucht sowie der Industrie und dem Handel. Die Haupterzeugnisse sind Soja, Mais, Raps, Sonnenblumen sowie Schweine und Geflügel. Es hat sich eine italienische Teigwarenfabrik abgesiedelt, die Spaghetti, Fadennudeln und Kekse herstellt und zum größten Teil nach Brasilien exportiert. Aus Brasilien stammt die Textilfabrik Berghofer, die u. a. Uniformen produziert. Des Weiteren ist eine Autofabrik geplant, die importierte Teile für Elektroautos zusammenbaut. Bereits jetzt werden vor Ort Sattelanhänger gebaut. In der Stadt findet jährlich eine regionale Verbraucherausstellung statt, die Expo Santa Rita.

## Bildung
In der Stadt gibt es mehrere Universitäten:
- Universidad Católica Nuestra Sra. de la Asunción (UCA)
- Universidad Nacional del Este (UNE)
- Universidad Politécnica y Artística (UPAP)
- Universidad Técnica de Comercialización y Desarrollo (UTCD)
- Universidad Privada del Este (UPE)